# Franco Di Giuseppe
Cosimo Damiano Francesco Di Giuseppe detto Franco (Foggia, 1º dicembre 1941 – Chieti, 25 settembre 2021) è stato un politico italiano.

## Biografia
Nel 1980 viene eletto consigliere regionale in Puglia con la Democrazia Cristiana ed è confermato nella carica anche dopo le elezioni regionali del 1985, venendo poi nominato assessore regionale ai lavori pubblici nelle giunte di Salvatore Fitto. È rieletto consigliere regionale anche alle elezioni del 1990.
Nel 1992 diventa deputato con la Democrazia Cristiana, restando in carica per una legislatura fino al 1994, partecipando alle commissioni per l'agricoltura, per le politiche comunitarie e per le questioni regionali. 
Successivamente allo scioglimento della DC, fa parte prima del PPI, poi dell'UDC, di cui diventa segretario provinciale di Foggia. In seguito aderisce al Nuovo Centrodestra e infine a Fratelli d'Italia, di cui è coordinatore provinciale foggiano fino al dicembre 2020, quando annuncia il proprio addio alla politica. 
Muore all'età di 79 anni nel settembre del 2021, per le conseguenze di un incidente stradale nel quale era rimasto coinvolto due mesi prima.